# الحكمة في مخلوقات الله
الحكمة في مخلوقات الله، كتاب للإمام أبو حامد الغزالي، تحدث فيه عن أنواع مخلوقات الله التي تبعث على التفكير في خلق الله، وعجائب قدرته، ومن المخلوقات التي ذكرها مبيناً الحكمة في وجودها: الشمس والقمر والكواكب، والأرض والبحار والماء والناس والطير، وسبع الذباب والذر والبعوض والسمك والنبات على أشكاله وألوانه وأنواعه. وبيّن في كل باب ما فيه من عجائب حكمة الله في خلقه.